# Acinicoccus
Acinicoccus är ett släkte av insekter. Acinicoccus ingår i familjen ullsköldlöss.
Kladogram enligt Catalogue of Life:
| Acinicoccus | \| \| Acinicoccus stipae \| \| \| \| \| \| Acinicoccus triodiae \| \| \| \| |
|             | \| \| Acinicoccus stipae \| \| \| \| \| \| Acinicoccus triodiae \| \| \| \| |
|             | Acinicoccus stipae                                                          |
|             |                                                                             |
|             | Acinicoccus triodiae                                                        |
|             |                                                                             |